# آبومی، بنین
آبومی (به فرانسوی: Abomey) شهری در استان آتلانتیک واقع در کشور بنین است که در سال ۱۹۹۲ میلادی ۱۲۶٬۵۰۷ نفر جمعیت داشته و جمعیت آن در سال ۲۰۰۵ میلادی به ۳۸۵٬۷۵۵ نفر رسیده‌است.